# 1978 a jogalkotásban
1978-ban az alábbi jogszabályokat alkották meg:

## Magyarország

### Törvények (4)
- 1978. évi I. törvény a belkereskedelemről
- 1978. évi II. törvény a Magyar Népköztársaság 1977. évi költségvetésének végrehajtásáról
- 1978. évi III. törvény a Magyar Népköztársaság 1979. évi költségvetéséről
- 1978. évi IV. törvény a Büntető Törvénykönyvről

### Törvényerejű rendeletek (31)
- Forrás: Törvényerejű rendeletek teljes listája (1949 - 1989)
- 1978. évi 1. törvényerejű rendelet a Magyar Népköztársaság Kormánya és a Szovjet Szocialista Köztársaságok Szövetségének Kormánya között a szerzői jogok kölcsönös védelméről Budapesten, az 1977. évi november hó 16. napján aláírt egyezmény kihirdetéséről
- 1978. évi 2. tvr. a polgári törvénykönyv módosításáról és egységes szövegéről szóló 1977. évi IV. törvény hatálybalépéséről és végrehajtásáról
- 1978. évi 3. törvényerejű rendelet a Munka Törvénykönyvéről szóló 1967. évi II. törvény módosításáról
- 1978. évi 4. törvényerejű rendelet a gazdasági társulásokról
- 1978. évi 5. törvényerejű rendelet a Magyar Népköztársaság és a Mongol Népköztársaság között a kettős állampolgárság kérdéseinek rendezéséről Ulanbatorban az 1977. évi augusztus hó 15. napján aláírt egyezmény kihirdetéséről
- 1978. évi 6. törvényerejű rendelet a szakmunkásképzésről szóló 1969. évi VI. törvény módosításáról
- 1978. évi 7. törvényerejű rendelet a világűrbe felbocsátott objektumok nyilvántartásba vételéről szóló, az ENSZ Közgyűlésének az 1974. évi november hó 12. napján kelt 3235/XXIX. határozatával elfogadott egyezmény kihirdetéséről
- 1978. évi 8. törvényerejű rendelet a Magyar Népköztársaság polgári törvénykönyvének a külgazdasági kapcsolatokra történő alkalmazásáról
- 1978. évi 9. törvényerejű rendelet a Magyar Népköztársaság Kormánya és az Osztrák Köztársaság Kormánya között a növényvédelmi együttműködésről Budapesten, 1976. évi április hó 5. napján aláírt egyezmény kihirdetéséről
- 1978. évi 10. törvényerejű rendelet a Magyar Népköztársaság és a Csehszlovák Szocialista Köztársaság között a magyar-csehszlovák államhatáron való együttműködésről és kölcsönös segítségnyújtásról Prágában, az 1976. évi november hó 19. napján aláírt egyezmény kihirdetéséről
- 1978. évi 11. törvényerejű rendelet a Magyar Népköztársaság és az Iraki Köztársaság között a jogsegély nyújtásáról Budapesten, az 1977. évi március hó 4. napján aláírt szerződés kihirdetéséről
- 1978. évi 12. törvényerejű rendelet a Magyar Népköztársaság Kormánya és az Amerikai Egyesült Államok Kormánya között Budapesten, 1978. évi március hó 17-én aláírt, a Magyar Népköztársaság és az Amerikai Egyesült Államok közötti kereskedelmi kapcsolatokról szóló Megállapodás kihirdetéséről
- 1978. évi 13. törvényerejű rendelet a Magyar Népköztársaság Kormánya és a Nigériai Szövetségi Köztársaság Szövetségi Katonai Kormánya között Budapesten, az 1977. évi március hó 31. napján aláírt, a területeik közötti és azon túli légijáratokról szóló Egyezmény kihirdetéséről
- 1978. évi 14. törvényerejű rendelet a Magyar Népköztársaság és a Jugoszláv Szocialista Szövetségi Köztársaság között Belgrádban, 1975. évi június hó 11. napján aláírt, a Dráva folyón történő hajózásról szóló egyezmény kihirdetéséről
- 1978. évi 15. törvényerejű rendelet a Magyar Népköztársaság és Nagy-Britannia és Észak-Írország Egyesült Királyság között a kettős adóztatás elkerülésére a jövedelemadók területén Budapesten, az 1977. évi november hó 28. napján aláírt egyezmény kihirdetéséről
- 1978. évi 16. törvényerejű rendelet az áruknak TIR-igazolvánnyal történő nemzetközi fuvarozására vonatkozó vámegyezmény kihirdetéséről
- 1978. évi 17. törvényerejű rendelet a Magyar Népköztársaság és a Csehszlovák Szocialista Köztársaság között a Gabcikovo-Nagymarosi Vízlépcsőrendszer megvalósításáról és üzemeltetéséről Budapesten, 1977. évi szeptember hó 16. napján aláírt Szerződés kihirdetéséről
- 1978. évi 18. törvényerejű rendelet az áruk előjegyzési eljárásban való behozatalához szükséges, Brüsszelben 1961. december 6-án kötött A. T. A.-igazolványról, valamint a kereskedelmi minták E. C. S. igazoló füzeteire vonatkozó, Brüsszelben 1956. március 1-jén megkötött és a Vámegyüttműködési Tanács ajánlására 1960. június 15-én módosított Vámegyezmények kihirdetéséről szóló 1966. évi 5. törvényerejű rendelet részleges hatályon kívül helyezéséről
- 1978. évi 19. törvényerejű rendelet a Genfben, 1966. február 15-én kelt „A belvízi hajók köbözéséről” szóló egyezmény kihirdetéséről
- 1978. évi 20. törvényerejű rendelet a külföldre utazásról és az útlevelekről
- 1978. évi 21. törvényerejű rendelet a nők éjjeli munkájáról szóló 41. nemzetközi munkaügyi egyezményt kihirdető 1937. évi I. törvény hatályon kívül helyezéséről
- 1978. évi 22. törvényerejű rendelet a takarékszövetkezetekről
- 1978. évi 23. törvényerejű rendelet a Győri Tanítóképző Főiskola elnevezéséről
- 1978. évi 24. törvényerejű rendelet az INTERSZPUTNYIK Nemzetközi Űrtávközlési Szervezet jogképességéről, kiváltságairól és mentességéről szóló, Berlinben, az 1976. évi szeptember hó 20. napján kelt megállapodás kihirdetéséről
- 1978. évi 25. törvényerejű rendelet a Magyar Népköztársaság és a Belga Királyság között Budapesten, az 1976. évi július hó 9. napján aláírt Konzuli Egyezmény kihirdetéséről
- 1978. évi 26. törvényerejű rendelet a Magyar Népköztársaság kormánya és a Török Köztársaság kormánya között Budapesten, 1976. évi június hó 21. napján aláírt, az 1968. évi magyar-török közúti fuvarozási megállapodás módosításának kihirdetéséről
- 1978. évi 27. törvényerejű rendelet a szerzői jogról szóló 1969. évi III. törvény módosításáról és kiegészítéséről
- 1978. évi 28. törvényerejű rendelet az ipari minták oltalmáról
- 1978. évi 29. törvényerejű rendelet a környezetmódosító eljárások katonai vagy bármely más ellenséges szándékú alkalmazásának eltiltásáról szóló, az Egyesült Nemzetek Szervezete Közgyűlésének XXXI. ülésszakán, az 1976. évi december hó 10. napján elfogadott egyezmény kihirdetéséről
- 1978. évi 30. törvényerejű rendelet a Magyar Népköztársaság Kormánya és az Osztrák Szövetségi Kormány között a vízumkényszer megszüntetéséről Bécsben, az 1978. évi július hó 5. napján aláírt Egyezmény kihirdetéséről
- 1978. évi 31. törvényerejű rendelet a műszaki, a mezőgazdasági és a közgazdasági főiskolákon a karok megszüntetéséről

### Minisztertanácsi rendeletek
- 1/1978. (I. 9.) MT rendelet 	 a Moszkvában, 1977. július 28-án aláírt jegyzőkönyv által módosított "A száj- és körömfájás megelőzése és az ellene való hatékony védekezés problémái, valamint nagy hatékonyságú száj- és körömfájás elleni vakcinák gyártása terén a KGST-tagországok közötti tudományos-műszaki együttműködésről" szóló, Szófiában, 1974. december 20-án aláírt egyezmény kihirdetéséről
- 2/1978. (I. 9.) MT rendelet 	 a rosszindulatú daganatok kutatásával kapcsolatos tudományos-műszaki együttműködésről szóló megállapodás kihirdetéséről
- 3/1978. (I. 18.) MT rendelet 	 a szerzői tanúsítványok és az egyéb találmányi oltalmi okiratok kölcsönös elismeréséről szóló megállapodás kihirdetéséről
- 4/1978. (I. 18.) MT rendelet 	 az állami vállalatokról szóló 1977. évi VI. törvény végrehajtásáról
- 5/1978. (I. 18.) MT rendelet 	 az állampolgárok telektulajdonának egyes kérdéseiről szóló 31/1971. (X. 5.) Korm. rendelet módosításáról
- 6/1978. (I. 18.) MT rendelet 	 az állampolgárok lakás- és üdülőtulajdonának egyes kérdéseiről szóló 32/1971. (X. 5.) Korm. rendelet módosításáról
- 7/1978. (II. 1.) MT rendelet 	 a gazdálkodó szervezetek szállítási és vállalkozási szerződéseiről
- 8/1978. (II. 1.) MT rendelet 	 a Munka Törvénykönyve végrehajtásáról szóló 34/1967. (X. 8.) Korm. rendelet módosításáról
- 9/1978. (II. 1.) MT rendelet 	 a gazdasági társulásokról szóló 1978. évi 4. törvényerejű rendelet végrehajtásáról
- 10/1978. (II. 2.) MT rendelet 	 az atomerőművel kapcsolatos egyes feladatokról
- 11/1978. (III. 1.) MT rendelet 	 az utazási szerződésekről
- 12/1978. (III. 1.) MT rendelet 	 a fizetővendéglátásról
- 13/1978. (III. 1.) MT rendelet 	 a vásárlók minőségi kifogásainak intézésével kapcsolatos költségek elszámolásáról
- 14/1978. (III. 1.) MT rendelet 	 a mezőgazdasági termékértékesítési szerződésről
- 15/1978. (III. 1.) MT rendelet 	 a középfokú szakoktatási intézmények fenntartásának szabályozásáról
- 16/1978. (III. 1.) MT rendelet 	 a fegyveres erők, a fegyveres testületek és a rendészeti szervek kártérítési felelősségéről
- 17/1978. (III. 31.) MT rendelet 	 a vasúti személy-, útipoggyász- és expresszáru fuvarozási szabályzat módosításáról
- 18/1978. (III. 31.) MT rendelet 	 a Vasúti Árufuvarozás Szabályzatának módosításáról
- 19/1978. (III. 13.) MT rendelet 	 a Gépjármű Fuvarozási Szabályzat módosításáról
- 20/1978. (III. 31.) MT rendelet 	 a légi fuvarozás szabályzatának módosításáról
- 21/1978. (III. 31.) MT rendelet 	 a Hajózási Árufuvarozási Szabályzat módosításáról
- 22/1978. (IV. 7.) MT rendelet 	 az egyes kitüntetések után járó kivételes nyugellátásról szóló 38/1971. (XI. 28.) Korm. rendelet kiegészítéséről
- 23/1978. (IV. 15.) MT rendelet 	 a Magyar Népköztársaság Kormánya és a Finn Köztársaság Kormánya között Helsinkiben, az 1977. évi szeptember hó 23. napján aláírt Állat-egészségügyi Egyezmény kihirdetéséről
- 24/1978. (IV. 22.) MT rendelet 	 a Magyar Népköztársaság Kormánya és a Szíriai Arab Köztársaság Kormánya között Budapesten, az 1977. évi március hó 29. napján aláírt nemzetközi közúti fuvarozási megállapodás kihirdetéséről
- 25/1978. (IV. 22.) MT rendelet 	 a Magyar Népköztársaság Kormánya és a Pakisztán Iszlám Köztársaság Kormánya között a légijáratok tárgyában Budapesten, az 1977. évi május hó 11. napján aláírt Egyezmény kihirdetéséről
- 26/1978. (V. 11.) MT rendelet 	 a Magyar Népköztársaság Kormánya és a Portugál Köztársaság Kormánya között Budapesten, az 1977. évi március hó 31. napján aláírt műszaki-tudományos együttműködési egyezmény kihirdetéséről
- 27/1978. (V. 19.) MT rendelet 	 a Magyar Népköztársaság Kormánya és a Laoszi Népi Demokratikus Köztársaság Kormánya között Vientianéban, az 1977. évi május hó 6. napján aláírt kulturális és tudományos együttműködési egyezmény kihirdetéséről
- 28/1978. (V. 26.) MT rendelet 	 a szennyvízbírságolással kapcsolatos egyes jogszabályok módosításáról
- 29/1978. (V. 31.) MT rendelet 	 a Magyar Népköztársaság Kormánya és a Szovjet Szocialista Köztársaságok Szövetsége Kormánya közötti, a szabványosítás terén folytatandó együttműködésről szóló, Moszkvában, az 1976. évi december hó 15-én aláírt Egyezmény kihirdetéséről
- 30/1978. (VI. 10.) MT rendelet 	 a műszakpótlék-emelés kiterjesztéséről és egyes rendelkezések módosításáról
- 31/1978. (VI. 10.) MT rendelet 	 a tűz elleni védekezésről és a tűzoltóságról szóló 1973. évi 13. törvényerejű rendelet végrehajtása tárgyában kiadott 14/1973. (VI. 2.) MT rendelet módosításáról
- 32/1978. (VI. 21.) MT rendelet 	 a Magyar Népköztársaság Kormánya és a Ciprusi Köztársaság Kormánya közötti idegenforgalmi együttműködés tárgyában Budapesten, az 1977. április 15-én aláírt egyezmény kihirdetéséről
- 33/1978. (VII. 4.) MT rendelet 	 a Magyar Népköztársaság Kormánya és az Osztrák Köztársaság Kormánya között Budapesten, az 1977. évi május hó 2. napján aláírt, a vámkérdésekben történő együttműködésről és kölcsönös segítségnyújtásról szóló egyezmény kihirdetéséről
- 34/1978. (VII. 6.) MT rendelet 	 egyes hajózási jogszabályok hatályon kívül helyezéséről
- 35/1978. (VII. 6.) MT rendelet 	 a tartós fogyasztási cikkek alkatrész ellátásáról és javítószolgálatáról
- 36/1978. (VII. 13.) MT rendelet 	 a termékforgalomról szóló 33/1975. (XI. 29.) MT rendelet módosításáról
- 37/1978. (VII. 13.) MT rendelet 	 az árszabályozásról szóló 56/1967. (XII. 19.) Korm. rendelet módosításáról
- 38/1978. (VII. 18.) MT rendelet 	 áruk vámtarifákban történő osztályozásáról szóló Nómenklatúrára vonatkozó, Brüsszelben, 1950. dec. 15-én megkötött Egyezményhez és az Egyezményt módosító, Brüsszelben, 1955. júl. 1-jén létrejött Jegyzőkönyvhöz való csatlakozás kihirdetéséről
- 39/1978. (VII. 18.) MT rendelet 	 a vállalati felügyeleti és belső ellenőrzésről
- 40/1978. (VII. 20.) MT rendelet 	 a Magyar Népköztársaság Kormánya és az Afgán Köztársaság Kormánya között Kabulban az 1977. évi október hó 16. napján aláírt, a légijáratokról szóló Egyezmény kihirdetéséről
- 41/1978. (VIII. 2.) MT rendelet 	 a beruházások rendjéről szóló 34/1974. (VIII. 6.) MT rendelet módosításáról
- 42/1978. (VIII. 31.) MT rendelet 	 a Magyar Népköztársaság Kormánya és az Afgán Köztársaság Kormánya között Kabulban, 1977. október 16-án aláírt nemzetközi közúti árufuvarozási megállapodás kihirdetéséről
- 43/1978. (IX. 5.) MT rendelet 	 a Magyar Népköztársaság Kormánya és az Iraki Köztársaság Kormánya között Bagdadban, az 1977. évi október hó 3. napján aláírt állat-egészségügyi egyezmény kihirdetéséről
- 44/1978. (IX. 5.) MT rendelet 	 a Nemzetközi Textilkereskedelemre vonatkozó Egyezmény hatályának meghosszabbításáról szóló Jegyzőkönyv kihirdetéséről
- 45/1978. (IX. 28.) MT rendelet 	 a népi ellenőrzésről szóló 1968. évi V. törvény végrehajtásáról szóló 41/1968. (XI. 1.) Korm. rendelet kiegészítéséről
- 46/1978. (IX. 28.) MT rendelet 	 a gazdasági ágazati irányításról
- 47/1978. (X. 4.) MT rendelet 	 a Magyar Népköztársaság Kormánya és az Iraki Köztársaság Kormánya között, Budapesten az 1977. évi július hó 8. napján aláírt egészségügyi együttműködésről szóló egyezmény kihirdetéséről
- 48/1978. (X. 12.) MT rendelet 	 a Nemzetközi Közös Konténerhasználatról szóló, Karl-Marx-Stadtban 1974. június hó 29-én kelt Egyezmény kihirdetéséről
- 49/1978. (X. 19.) MT rendelet 	 a Munkásőrségről
- 50/1978. (X. 28.) MT rendelet 	 a Magyar Népköztársaság Kormánya és a Jordániai Hasemita Királyság Kormánya között, Budapesten az 1978. évi február hó 27. napján aláírt kulturális és tudományos együttműködésről szóló egyezmény kihirdetéséről
- 51/1978. (XI. 3.) MT rendelet 	 a vállalati jövedelemszabályozás rendszeréről szóló 28/1975. (XI. 15.) MT rendelet módosításáról
- 52/1978. (XI. 3.) MT rendelet 	 a vállalati bérszabályozás és vezető állású dolgozók anyagi érdekeltségi rendszeréről szóló 29/1975. (XI. 15.) MT rendelet módosításáról
- 53/1978. (XI. 10.) MT rendelet 	 a külföldre utazásról és az útlevelekről
- 54/1978. (XII. 7.) MT rendelet 	 a külkereskedelmi tevékenységet folytató vállalatok belföldi szerződéseiről szóló 32/1967. (IX. 23.) Korm. rendelet módosításáról
- 55/1978. (XII. 10.) MT rendelet 	 a Magyar Népköztársaság Kormánya és a Csehszlovák Szocialista Köztársaság Kormánya között a határvizek vízgazdálkodási kérdéseinek szabályozásáról Budapesten, 1976. évi május hó 31-én aláírt Egyezmény kihirdetéséről
- 56/1978. (XII. 16.) MT rendelet 	 a társasági adóról és a társasági különadóról, továbbá a külföldi érdekeltségű belföldi jogi személyek és egyéb szervezetek bérjárulékfizetési kötelezettségéről

### Minisztertanácsi határoztatok
2024/1977. (IX. 10.) MT határozat az alkoholizmus elleni küzdelem fokozása érdekében szükséges intézkedésekről

### Miniszteri rendeletek

#### Január
- 1/1978. (I. 14.) ÉVM-MÉM-PM számú együttes rendelet az állami tulajdonban álló házingatlanok elidegenítésének szabályozásáról szóló 32/1969. (IX. 30.) Korm. számú rendelet végrehajtására kiadott 16/1969. (IX. 30.) ÉVM-MÉM-PM számú együttes rendelet kiegészítéséről
- 2/1978. (I. 18.) ÉVM rendelet a ME 125/2-78. jelű műszaki előírás hatálybaléptetéséről
- 2/1978. (I. 18.) PM rendelet a vállalatok és szövetkezetek adóigazgatására, költségvetési kapcsolatainak lebonyolítására, és pénzügyi reviziójára vonatkozó eljárás szabályairól szóló 29/1967. (XII. 15.) PM rendelet módosításáról
- 3/1978. (I. 20.) ÉVM rendelet az 1978. évi és az 1979. január havi bérfizetési napokról
- 1/1978. (l. 28.) KGM-KPM-ÉVM számú együttes rendelet az Emelőgépek Balesetelhárító és Egészségvédő Ovórendszabály hatálybaléptetéséről

#### Február
- 4/1978. (II. 15.) PM-ÉVM-MüM számú együttes rendelet a szervezett akcióban épült vagy vásárolt, személyi tulajdonban levő lakások forgalmának egyes kérdéseiről szóló 73/1975. (XII. 28.) (?)
- 1/1978. (II. 18.) BM rendelet A Magyar Népköztársaság és a Mongol Népköztársaság között a kettős állampolgársággal kapcsolatos kérdések rendezéséről Ulanbatorban 1977. augusztus hó 15-én aláírt egyezmény végrehajtásáról
- 4/1978. (II. 18.) ÉVM-PM számú együttes rendelet a szociális követelményeknek meg nem felelő telepek felszámolásáról szóló 2/1965. (II. 18.) ÉM-PM számú együttes rendelet módosításáról

#### Március
- 4/1978. (III. 1.) BkM rendelet a vásárlók minőségi kifogásainak intézéséről
- 5/1978. (III. 9.) ÉVM rendelet a szocialista munkaversenyben elnyerhető egyes kitüntetések adományozásáról
- 6/1978. (III. 24.) PM-MÉM-ÉVM számú együttes rendelet az állami gazdaságok területén levő elavult lakások felszámolásának feltételeiről szóló 26/1976. (X. 30.) PM-MÉM-ÉVM számú együttes rendelet módosításáról
- 6/1978. (III. 31.) ÉVM rendelet a ME 107-78 jelű műszaki előírás hatálybaléptetéséről

#### Május
- 7/1978. (V. 19.) ÉVM-PM együttes rendelet az árvíz és a belvíz által megrongált, személyi tulajdonban álló épületek helyreállításáról
- 28/1978. (V. 26.) MT rendelet a szennyvízbírságolással kapcsolatos egyes jogszabályok módosításáról

#### Június
- 4/1978. (VI. 25.) EüM rendelet az élelmiszerek ártalmas vegyi szennyeződésének elhárításáról

#### Július
- 6/1978. (VII. 14.) EüM rendelet az élelmiszerek élelmezés-egészségügyi mikrobiológiai szennveződéscnek elhárításáról
- 8/1978. (VII. 24.) ÉVM  rendelet az Országos Építésügyi Szabályzat egyes rendelkezéseinek módosításáról
- 11/1978. (VII. 24.) PM rendelet a forgalmi adóról és árkiegészítésről szóló 38/1973. (XII. 19.) PM rendelet módosításáról
- 12/1978. (VII. 24.) PM rendelet az állami gazdaságok és az állami erdőgazdaságok nyereségadózásáról, érdekeltségi alapjainak képzéséről és felhasználásáról szóló 41/1975. (XI. 15.) PM rendelet módosításáról

#### Augusztus
- 8/1978. (VIII. 2.) MüM rendelet az állami szerveket kártérítés címén terhelő egyes járadékoknak a Nyugdíjfolyósító Igazgatóság által történő folyósításáról
- 9/1978. (VIII. 15.) MüM rendelet a továbbtanuló dolgozók kedvezményeiről szóló 23/1974. (IX. 4.) MüM rendelet módosításáról
- 16/1978. (VIII. 17.) PM rendelet az általános jövedelemadóról szóló 42/ 1971. (XII. 17.) Korm. rendelet végrehajtására kiadott 35/1971. (XII. 17.) PM rendelet módosításáról és kiegészítéséről

#### Szeptember
- 9/1978. (IX. 14.) ÉVM rendelet Építési Geotechnikai Adattár létesítéséről

#### Október
- 10/1978. (X. 10.) ÉVM rendelet  a kőműves és az ács kisiparos tevékenységi köréről
- 11/1978. (X. 10.) ÉVM rendelet az építőipari kisiparosnál foglalkoztatható személyek számáról
- 12/1978. (X. 15.) ÉVM rendelet a ME 15-78 jelű műszaki előírás hatályba léptetéséről
- 7/1978. (X. 25.) NIM rendelet az „ÉRINTÉSVÉDELMI RENDSZABÁLY” egyes rendelkezéseinek módosításáról

#### November
- 5/1978. (XI. 14.) KipM- ÉVM-KGM-NIM  együttes rendelet formatervezési nívódíj alapításáról
- 13/1978. (XI. 22.) ÉVM rendelet a magánerőből házilagosan végezhető építési munkákról
- 14/1978. (XI. 22.) ÉVM  rendelet a magánerőből történő társas- és csoportos lakóházépítésekről szóló 2/1964. (VII. 5.) ÉM számú rendelet módosításáról
- 8/1978. (XI. 29.) NIM rendelet	A Kazánbiztonsági Szabályzat hatályba léptetéséről

#### December
- 5 1978. (XII. 12.) KM srendelet a könyvtári rendszer szervezetéről és működéséről